# Fortificación de la bahía de Algeciras en el siglo XX

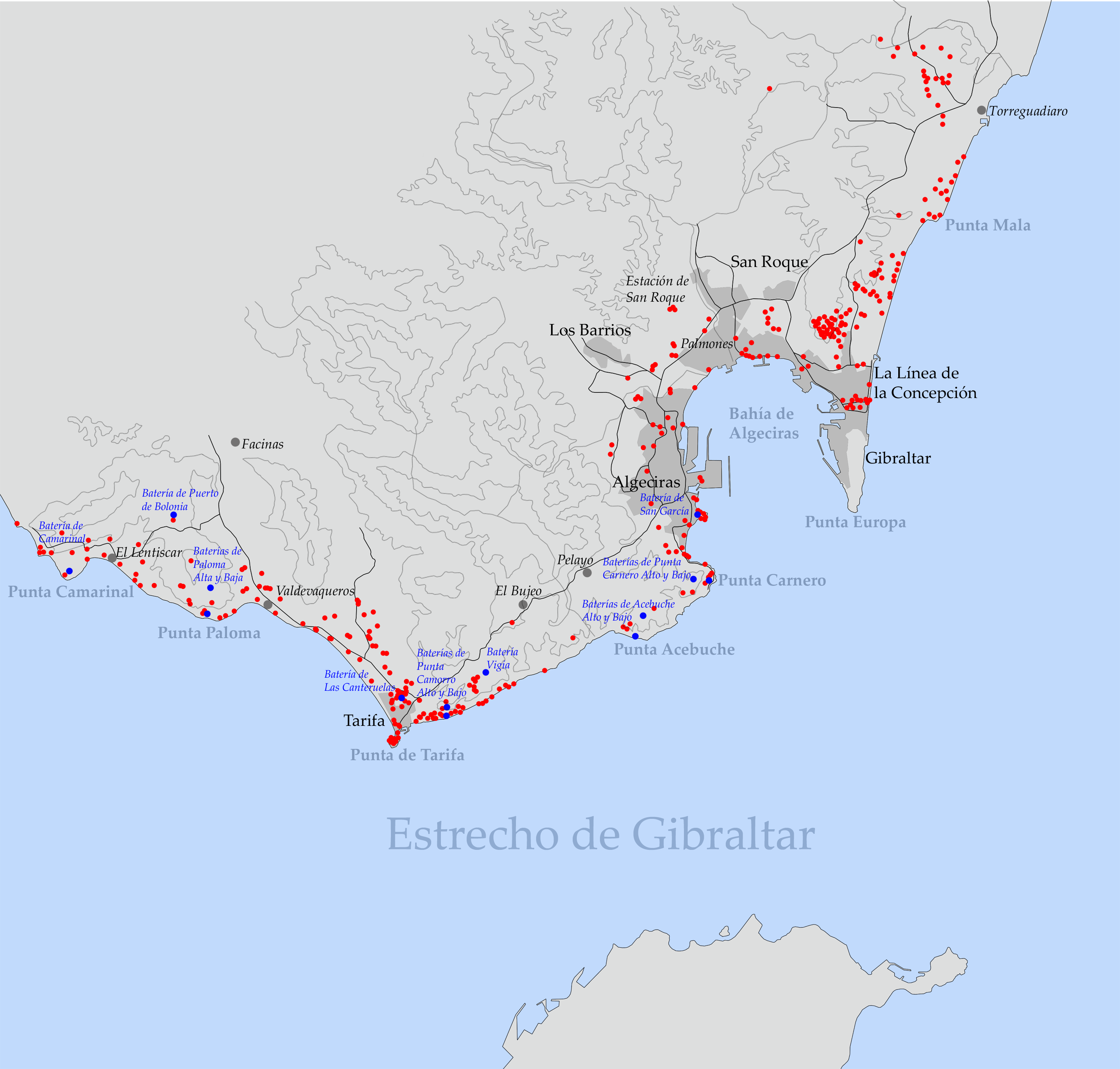
Situación de los búnkeres en el Estrecho de Gibraltar.

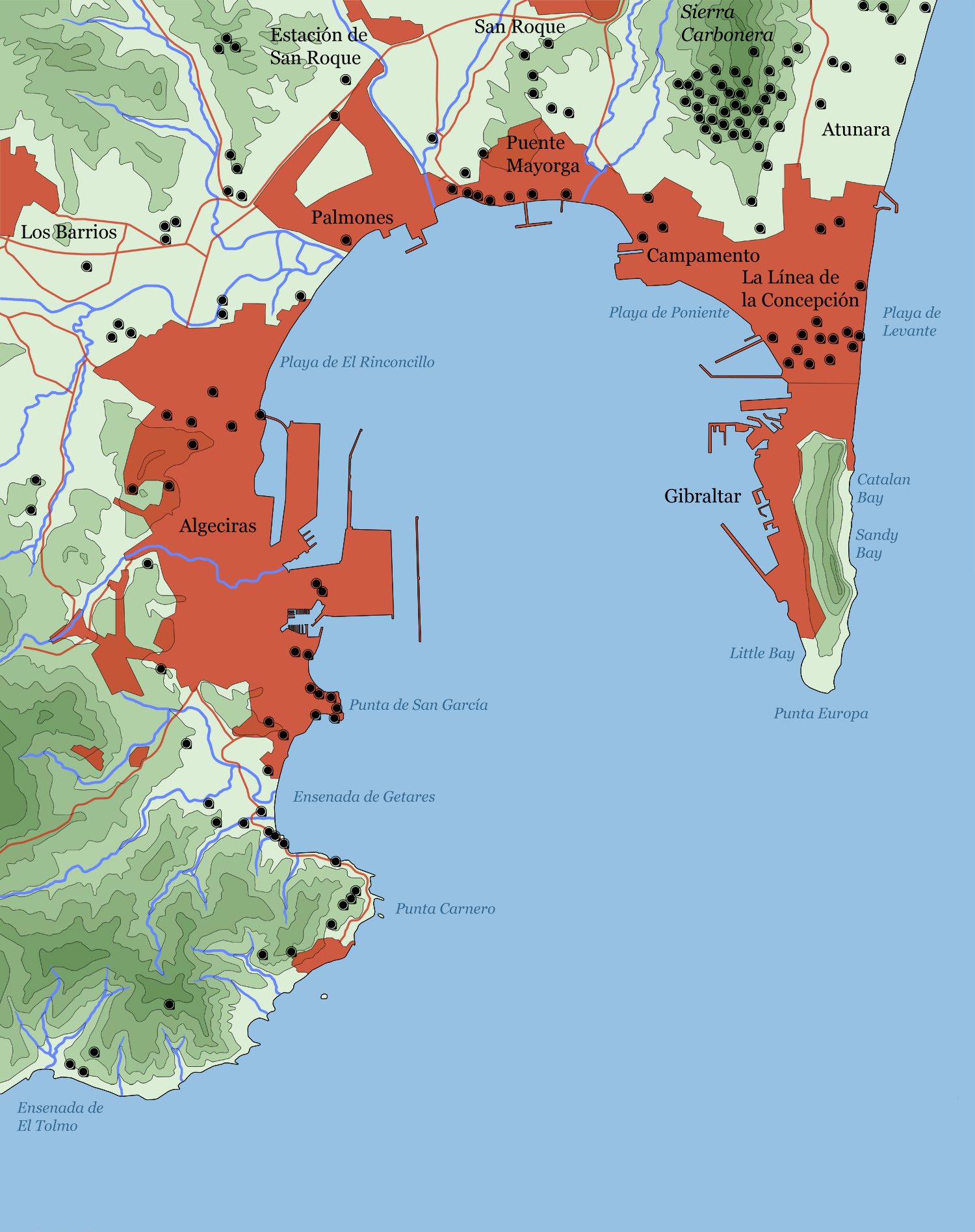
Situación aproximada de los búnkeres en la bahía de Algeciras y su entorno.

La fortificación de la Bahía de Algeciras durante el siglo XX fue uno de los principales proyectos llevados a cabo por el régimen franquista en los primeros años de la posguerra para garantizar la estabilidad de la frontera entre España y Gibraltar.
Tras el final de la Guerra civil el recién creado gobierno español tuvo como prioridad garantizar la integridad de sus fronteras ante eventuales ataques principalmente tras la caída del régimen fascista italiano y del nacionalsocialista alemán de Europa. Para proteger estas fronteras decidió crearse un sistema de fortificaciones a base de búnkeres anticarro y nidos de ametralladoras similar al creado en otras zonas de Europa. Según la mentalidad de la época el mejor modo de fortificar una zona fronteriza era el establecimiento de diferentes líneas de defensa formadas por búnkeres con artillería anticarro y nidos de ametralladoras. Siguiendo el esquema desarrollado por Francia debía establecerse una única línea de fortines que defendiera la totalidad de la frontera, según los esquemas alemanes en la Línea Sigfrido debían construirse varias líneas de defensa sucesivas de tal modo que unas pudieran defender a otras en caso de un ataque masivo.
En 2017 se nombró Lugar de Memoria Histórica.

## Historia

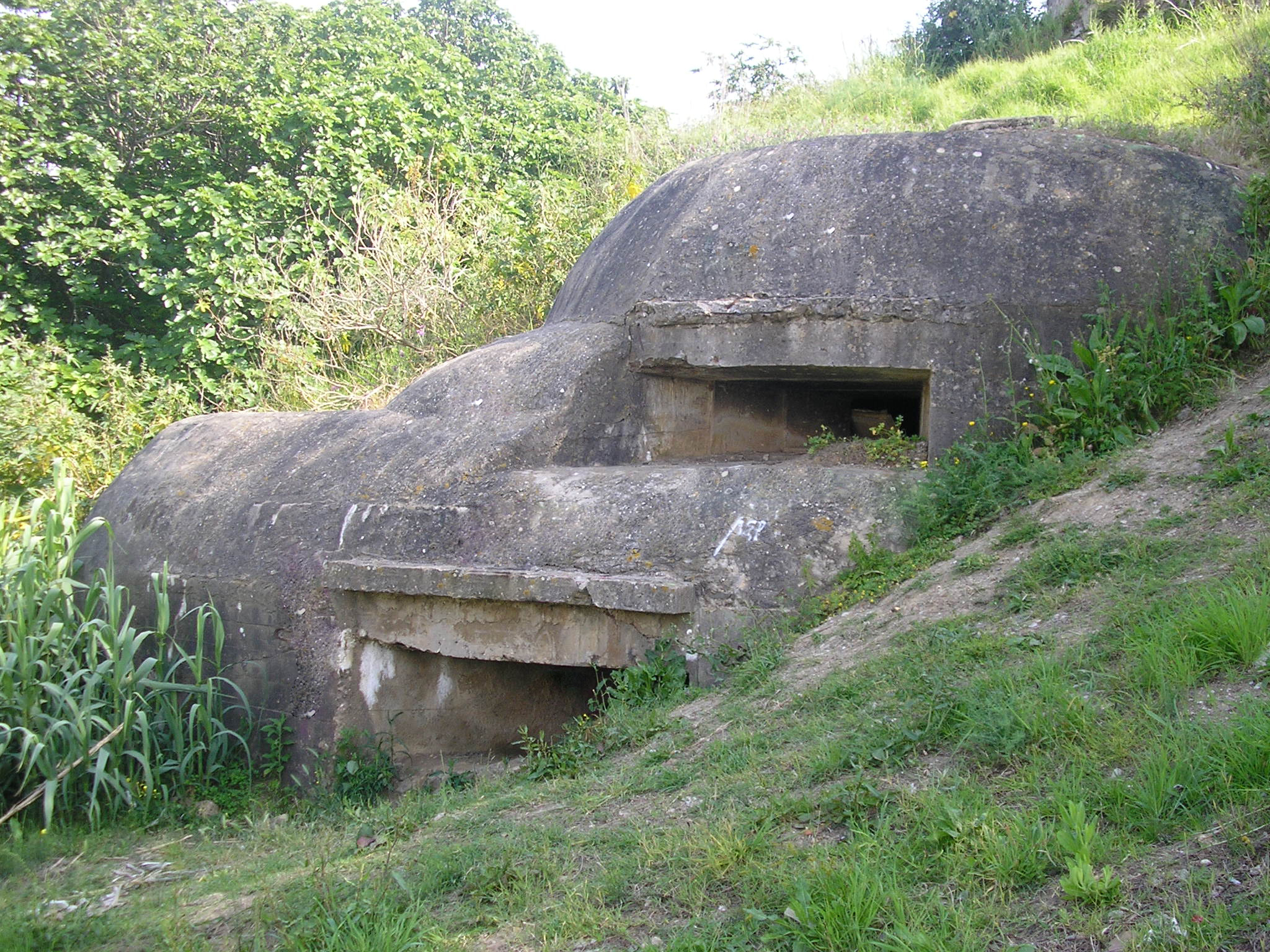
Búnker situado en la playa de la Concha de Algeciras.

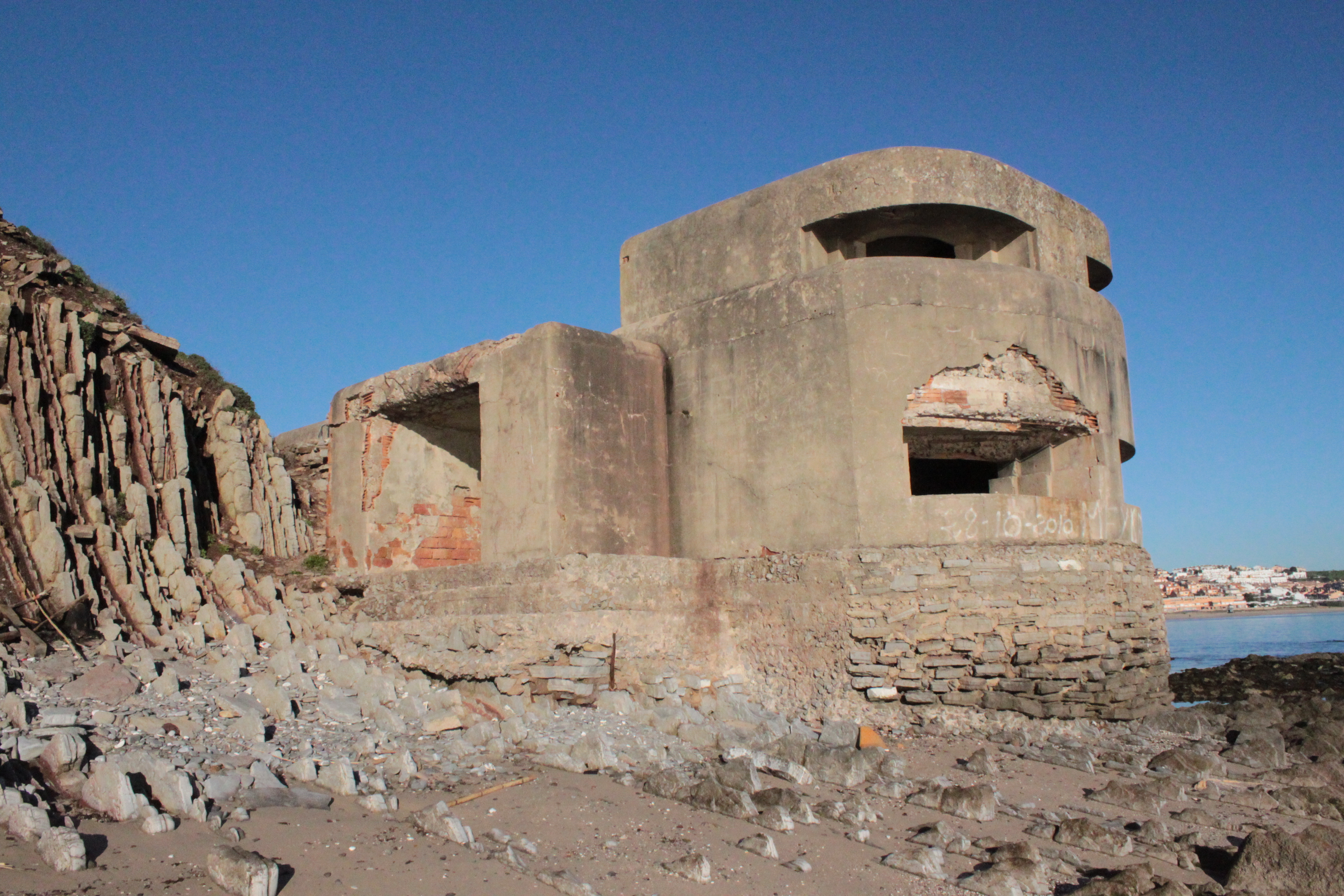
Búnker situado en la punta de Getares.

En mayo de 1939 Gonzalo Queipo de Llano manda establecer una comisión para el estudio de una posible fortificación de la zona circundante a la ciudad de Gibraltar. Encabezando la comisión se encontraría el comandante general de la artillería del Ejército Sur, Pedro Jevenois Labernade que unos años antes había redactado el llamado Plan de Defensa de la Costa Sur. Gran conocedor de los modernos sistemas de fortificación Pedro Jevenois y la llamada Comisión de Fortificación de la Frontera Sur redactaron un proyecto de fortificación basado en el esquema alemán que se plasmó en el llamado Informe número 4 de 18 de noviembre de 1939.
El Plan defensivo del Campo de Gibraltar, aprobado definitivamente el 23 de diciembre de 1939 contemplaba la construcción de más de medio millar de obras, entre ellas 498 búnkeres. Estas construcciones fueron llevadas a cabo por el equipo de zapadores del Regimiento de Fortificaciones N.º 4 junto a obreros civiles y entre 10.000 y 15.000 prisioneros de guerra agrupados en batallones de unos 800 presos bajo la supervisión del teniente coronel López Tienda y técnicos alemanes. La zona fortificada comprendía el tramo de costa desde la ciudad de Conil de la Frontera hasta el Río Guadiaro si bien la zona de mayor densidad de construcciones era la bahía de Algeciras y más concretamente el istmo de Gibraltar. El área fortificada fue dividida en tres sectores, el Sector Tarifa desde punta Camarinal y punta Canales, el Sector Algeciras desde punta Carnero y el río Guadarranque y el Sector La Línea-San Roque desde el río Guadarranque hasta el río Guadiaro guarnecidos por el tercer, primer y segundo Regimiento respectivamente que se encargarían de la planificación de las defensas, su construcción y su posterior mantenimiento.

## Estructura

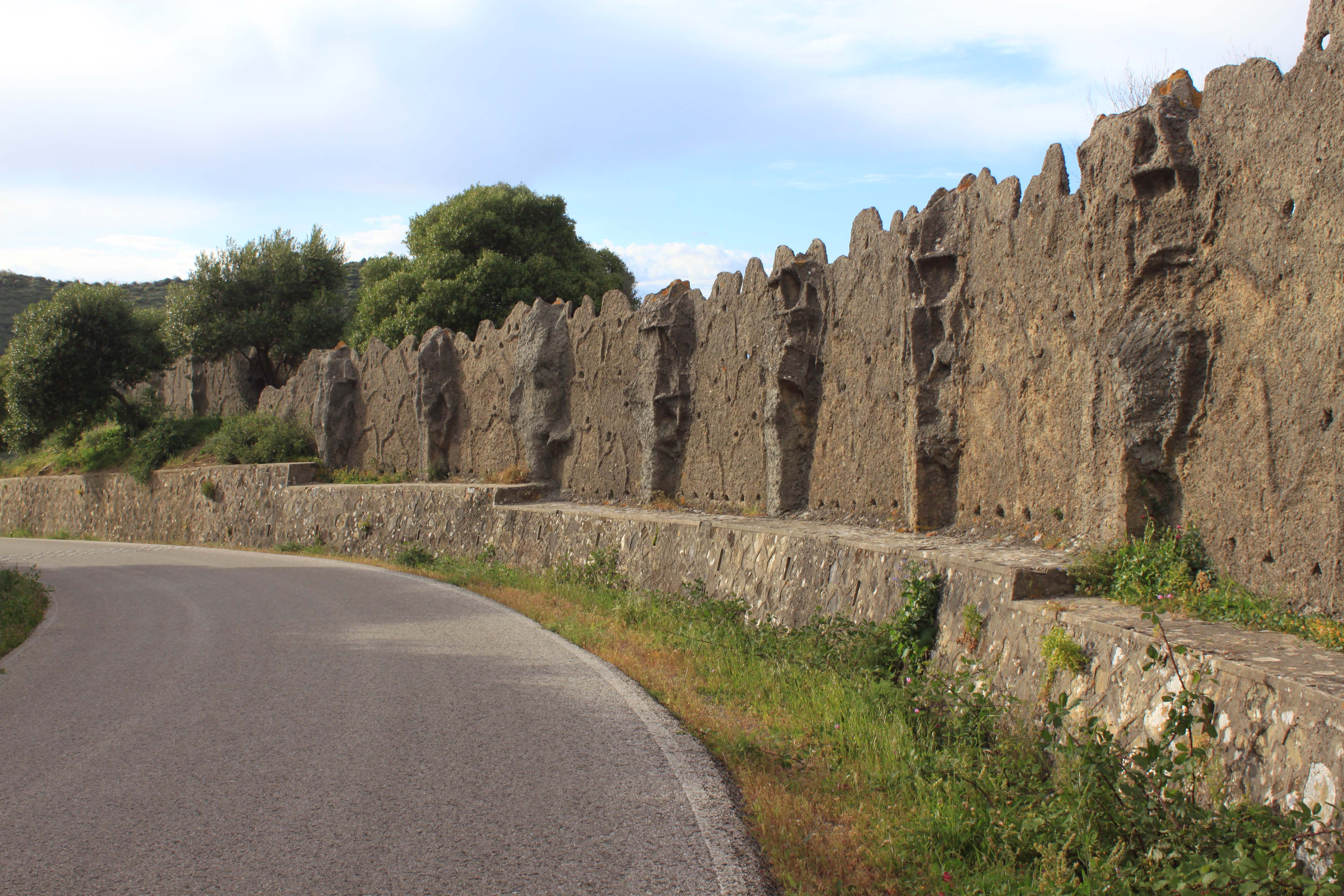
Pantallas de enmascaramiento construidas en 1942 en la pista militar N.º 7 de Algeciras.

Junto a La Línea de la Concepción, en la frontera con Gibraltar se construyó una triple línea de defensa que debía impedir la salida de tropas desde la vecina ciudad británica. La primera línea de defensa estaba formada por seis filas de dientes de dragón, elementos piramidales de hormigón que impedían el paso de transportes, y más atrás una segunda estructura formada por diversos obstáculos anclados al suelo, entre ambas un campo minado. La segunda línea de defensa estaba formada por seis búnkeres con dotación artillera anticarro y cinco búnkeres más retrasados que defendían los primeros con ametralladoras. Finalmente una tercera línea de defensa estaba formada por ocho búnkeres más con dotación antitanque.
Los flancos del istmo también eran zonas vulnerables al ataque por tierra, es por ello que en las zonas de la Atunara al Oeste y playa de Poniente al Este la concentración de búnkeres anticarro era mayor que el resto del área. En las zonas limítrofes, principalmente en Sierra Carbonera y litoral de San Roque, Los Barrios y Algeciras la concentración de nidos de ametralladoras era muy alto pero conforme nos fuéramos alejando de la zona principal el número de éstos decrecía.
El sistema era apoyado por observatorios y torres de transmisión en Sierra Carbonera y Punta Carnero. Estas construcciones trasmitían órdenes a los cuarteles próximos a los fortines y avisaban, llegado el caso, de una aproximación enemiga. Al mismo tiempo la zona era apoyada por la aviación situada en varios aeródromos cercanos y por los tanques situados en las áreas militares campogibraltareñas.
Para un correcto despliegue de las fuerzas españolas hubo de construirse gran cantidad de nuevos caminos que comunicaran las diversas poblaciones campogibraltareñas con el resto de Andalucía; estas obras, al igual que las fortificaciones también fueron llevadas a cabo por obreros civiles y presos republicanos, al mando de estas operaciones de construcción de caminos se encontraría el comandante González-Tanago.

## Similitudes con el proyecto de fortificación de Verboom de 1734
Sin lugar a dudas Pedro Jevenois y su comisión debían tener detallados conocimientos sobre el proyecto de fortificación llevado a cabo a partir de 1721 por el ingeniero belga Jorge Próspero de Verboom. Esta serie de construcciones defensivas fueron diseñadas en principio con el mismo objetivo que las fortificaciones encargadas por el gobierno de Francisco Franco, impedir el avance del territorio británico por el sur de España. 
Debido a esta coincidencia de objetivos el planteamiento fue similar en ambos casos; la pieza clave en los dos diseños fue el reforzamiento del istmo de Gibraltar, hasta tal punto llegaban estas similitudes que la mayor parte de los fortines construidos en la frontera se hicieron sobre los fuertes de Santa Bárbara y San Felipe de la antigua Línea de Contravalación de Gibraltar. Lo mismo ocurría en otros puntos del sistema, de este modo ocurría en los fuertes de San García o Punta Mala y junto a la Torre del Almirante.

## El sistema de fortificaciones en la actualidad

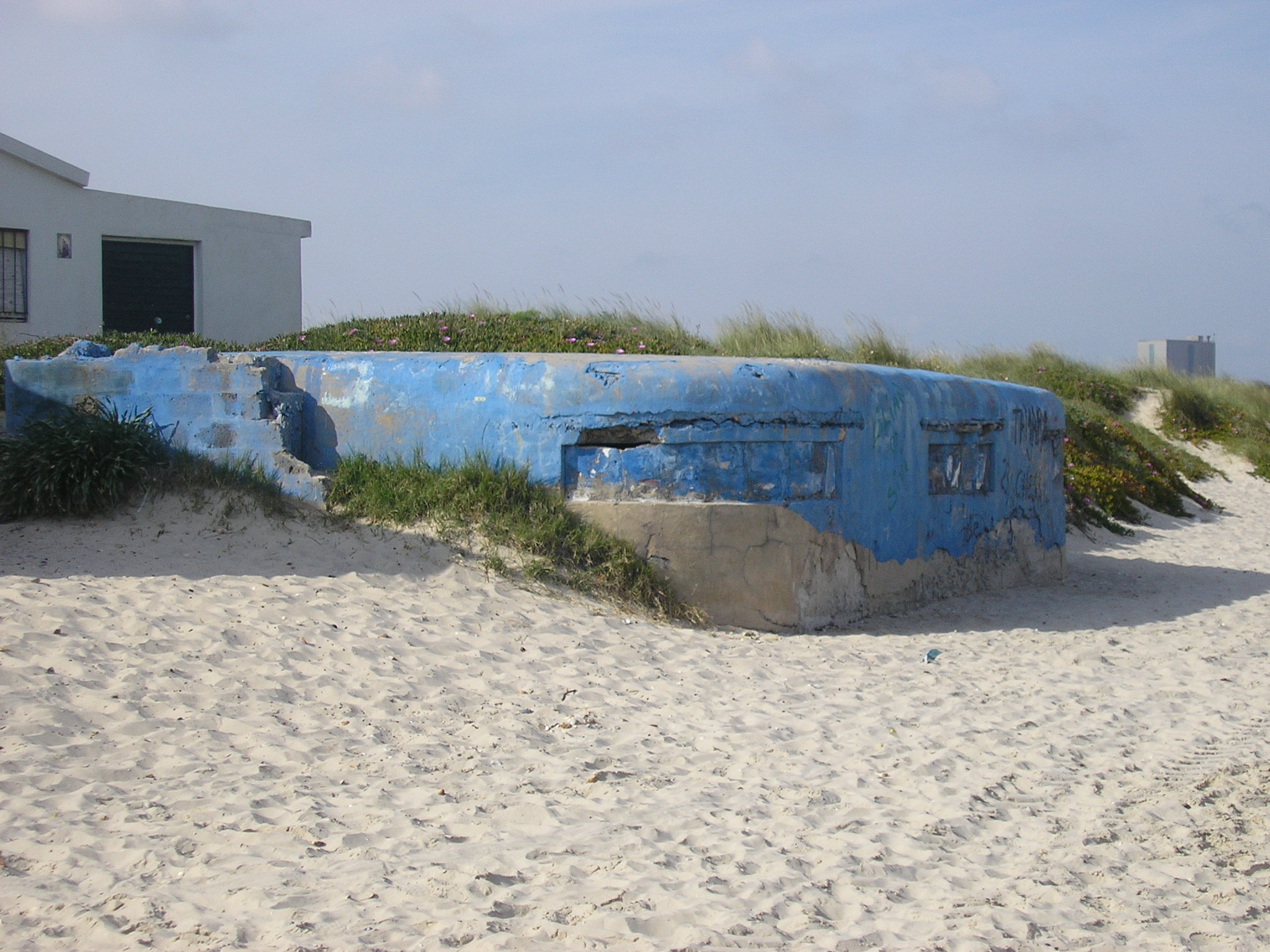
Búnker en ruinas junto a la playa de El Rinconcillo de Algeciras.

Con el final de La Segunda Guerra Mundial el sistema de fortificaciones creado en torno a la ciudad de Gibraltar perdió todo su papel estratégico en cuanto a una posible invasión de la ciudad del peñón por parte de España o alguno de sus aliados. Poco a poco todas las construcciones realizadas durante los años 40 fueron cayendo en el abandono y una gran parte de ellas fueron destruidas para permitir el crecimiento de las ciudades en las que se encontraban. 
En la ciudad de La Línea se mantuvieron en pie una gran parte de los búnkeres que rodeaban el istmo debido a la cercanía de la frontera hasta tiempos muy recientes. Sin embargo las estructuras creadas en el istmo como la línea de dientes de dragón han desaparecido por completo con la construcción del aeropuerto de Gibraltar y las estructuras anejas a él.
Aún con esto hoy día se mantienen un gran número de fortines en toda el área construida. La mayoría de los fortines que aún hoy pueden encontrarse en la zona se encuentran en estado de total abandono si bien muchos de ellos han sido recuperados para uso público y reconstruidos. Ejemplos de recuperación de los búnkeres pueden encontrarse tanto en La Línea de la Concepción, donde el Ayuntamiento estableció la llamada Ruta de los búnkeres que permite visitar varias de estas estructuras, como en Algeciras, donde se están acondicionando varios búnkeres en el Parque del Centenario como centros de interpretación. 
La tendencia actual en la política cultural de las ciudades del entorno de Gibraltar es la recuperación de los fortines y nidos de ametralladoras como parte importante de la historia del Campo de Gibraltar, es por ello que estas construcciones se encuentran protegidas como Bien de interés cultural por la Ley 16/1985, de 25 de junio, del Patrimonio Histórico Español y para ello la Junta de Andalucía posee un detallado catálogo de estas construcciones que le permite mantener un seguimiento de todas aquellas acciones realizadas sobre ellas.